# San Pedro de la Nave-Almendra
San Pedro de la Nave-Almendra é um município da Espanha na província de Zamora, comunidade autónoma de Castela e Leão, de área 22,60 km² com população de 450 habitantes (2007) e densidade populacional de 21,11 hab/km².

## Demografia
| Variação demográfica do município entre 1991 e 2004 | Variação demográfica do município entre 1991 e 2004 | Variação demográfica do município entre 1991 e 2004 | Variação demográfica do município entre 1991 e 2004 |
| --------------------------------------------------- | --------------------------------------------------- | --------------------------------------------------- | --------------------------------------------------- |
| 1991                                                | 1996                                                | 2001                                                | 2004                                                |
| 549                                                 | 540                                                 | 499                                                 | 477                                                 |